# Marco Ticio
Marco Ticio (en latín, Marcus Titius) fue cónsul suffectus de la República romana en 31 a. C., sucediendo en el cargo a Marco Valerio Mesala Corvino, el 1 de mayo de ese año y ejerciendo esa magistratura hasta finales del mes de septiembre.

## Ascendencia y proscripción
Marco Ticio era hijo de un tal Lucio Ticio, el cual estaba casado con Munacia, la hermana de Lucio Munacio Planco. Las magistraturas que Lucio Ticio ejerció no se conocen, pero fue proscrito hacia finales del año 43 a. C. y se escapó para unirse a Sexto Pompeyo en Sicilia. Debido a esto su hijo, Marco Ticio, construyó una flota con la que saqueó la costa de Etruria. En el 40 a. C. fue capturado en la Galia Narbonense por Menodoro, un almirante de Sexto Pompeyo, pero fue indultado por este último por respeto a su padre. Debido al Pacto de Miseno, realizado entre los triunviros Marco Antonio y Octaviano con Sexto Pompeyo, a muchos exiliados se les permitió volver a Roma, entre los cuales estaban Marco Ticio y su padre.

## Carrera con Marco Antonio
Probablemente, fue por influencia de su tío Munacio Planco que Ticio entró al servicio de Marco Antonio. En el 36 a. C. Ticio participó como cuestor en la campaña de Antonio contra los partos. Después de que los romanos trataron en vano de capturar Phraaspa, la capital de la Media Atropatene, se retiraron a Armenia, pero en su camino fueron atacados con frecuencia por el ejército parto. En uno de estos ataques Ticio intentó, sin éxito, evitar que el tribuno Flavio Galo fuera en persecución del enemigo. El ejército de Galo pronto fue rodeado y se salvó solo porque Antonio llegó con las fuerzas principales.
Por aquella época, finales del año 36 a. C., Sexto Pompeyo había huido de Sicilia hacia la isla de Lesbos, después de su derrota a manos de Octaviano. En esta isla griega, Pompeyo reunió un nuevo ejército y una nueva flota. Antonio, tras regresar de su malograda guerra contra los partos, se enteró de la llegada de Pompeyo y recibió a sus enviados que esperaban negociar una alianza con él. Sin embargo, el triunviro era desconfiado, e instruyó a Ticio para preparar un ejército y una flota contra Pompeyo, por si era necesario luchar contra él, o bien, si Pompeyo quería ser su aliado debía acompañar a Ticio a Alejandría. Pero, Pompeyo ya había desembarcado en el noroeste de Asia Menor a principios de 35 a. C., sin encontrar resistencia por parte de Cayo Furnio, el gobernador de la provincia romana de Asia, debido a que Furnio no contaba con fuerzas suficientes, e ignoraba las órdenes de Antonio.
De esta manera, Pompeyo logró capturar Lámpsaco, Nicea y Nicomedia, pero luego Ticio llegó desde Siria, donde había recibido de su tío, el gobernador Lucio Munacio Planco, un ejército y 120 naves. La flota de Ticio se vio reforzada por 70 barcos que llegaron de Sicilia, donde habían apoyado a la flota de Octaviano en su lucha contra Pompeyo. De esta forma, Ticio estableció su cuartel general en la Isla de Mármara.
Debido a que Ticio se negó a negociar y tenía muchos más buques, Sexto Pompeyo quemó su flota, y sus tripulaciones quedaron integradas a sus fuerzas de tierra, ya que quería marchar a través de Bitinia al reino de Armenia. Fue perseguido por los ejércitos de Ticio, Furnio y Amintas, rey de Galacia. Pompeyo fue capaz de ocasionar importantes pérdidas en sus perseguidores, pero pronto su situación se hizo desesperada. Intentó rendirse al amigo de su padre, Furnio, pero éste lo remitió a Ticio, al parecer porque él no estaba en condiciones de celebrar un acuerdo, ya que Ticio era el comandante supremo del ejército y por lo tanto, desde el comienzo del 35 a. C. el nuevo gobernador de Asia. Aprovechando la noche, Pompeyo trató de llegar a la costa con la infantería ligera con objeto de quemar las naves de Ticio. Sin embargo, su medio hermano Marco Emilio Escauro, le traicionó, permitiendo que Amintas y 1.500 jinetes le capturaran cerca de Midaeion en Frigia. Pompeyo fue llevado a Mileto, donde fue ejecutado por Ticio, aunque este último le debía la vida.
Si Tito decidió esta ejecución por cuenta propia, o por orden de Antonio o Munacio Planco, es incierto. El historiador romano Dion Casio afirma que fue el propio Antonio quien ordenó la pena de muerte en una carta dirigida a Ticio, pero canceló esta orden en una segunda carta. Según el historiador Apiano, Ticio ejecutó a Pompeyo, ya sea porque estaba enojado con él por una ofensa anterior, o siguiendo instrucciones de Minucio Planco, o bien del propio Antonio. 
Probablemente Ticio ocupó el cargo de pontífice desde el 34 a. C.. En el año 33 a. C. se hizo evidente el inminente choque entre los triunviros. Antonio reunió a sus tropas en Éfeso en el invierno del 33/32 a. C. Aquí Ticio junto con su tío Munacio Planco, Cneo Domicio Enobarbo y otros seguidores de Marco Antonio trataron en vano de persuadir al triunviro para enviar de regreso a Egipto a Cleopatra. Poco después Antonio trasladó su base a la isla de Samos, acompañado por Ticio.

## Su deserción a Octaviano
En junio o julio del 32 a. C. Munacio Planco y su sobrino Ticio desertaron a Octaviano. Los dos desertores informaron a Octaviano sobre el contenido del testamento de Antonio y el lugar donde se guardaba. Ellos tenían esta información debido a que habían firmado el testamento como testigos. Octaviano más tarde se apoderó ilegalmente del documento que custodiaban las vírgenes vestales, para dar a conocer las disposiciones de Antonio, especialmente con respecto a la confirmación de los regalos territoriales a los hijos de Cleopatra y su deseo de ser enterrado en Egipto, con el fin de obtener el apoyo del senado y del pueblo para su guerra contra éste.

## Carrera bajo Octavio Augusto
En Roma, Ticio promovió juegos en el teatro de Sexto Pompeyo. Pero el muerto todavía gozaba de gran popularidad en la ciudad, por lo tanto su asesino fue abucheado y tuvo rápidamente que dejar el teatro por miedo a la multitud.
De mayo a octubre del 31 a. C. fue consul suffectus. En esta magistratura participó en las últimas batallas antes de la decisiva batalla de Actium. Junto con Tito Estatilio Tauro derrotó a la caballería de Marco Antonio. En esta oportunidad Deiotaro Filadelfo, rey de Paflagonia, se pasó al bando de Octaviano.
Alrededor de 13 a. C./12 a. C. Ticio se convirtió en gobernador de Siria, como sucesor del gran amigo y almirante de Octaviano, Marco Vipsanio Agripa. El rey judío Herodes el Grande fue capaz de resolver la disputa entre Ticio y el rey Arquelao de Capadocia, cuando acompañó a Arquelao a Antioquía y allí conoció a Ticio. Ticio recibió como rehenes cuatro hijos, cuatro nietos y dos nueras del rey parto Fraates IV. Se desconoce la fecha de su fallecimiento.

## Familia
Ticio se casó con Fabia Paulina, la hija de Quinto Fabio Máximo, el consul suffectus del 45 a. C. Ellos no tuvieron descendientes conocidos.